# Penelope Wilton
Dame Penelope Alice Wilton DBE (nascuda el 3 de juny de 1946), antigament anomenada Penelope, Lady Holm (entre 1998 i 2001), és una actriu anglesa.
Wilton és coneguda per protagonitzar al costat de Richard Briers la comèdia de situació de la BBC Ever Decreasing Circles (1984–1989); també per interpretar Homilia a The Borrowers (1992) i The Return of the Borrowers (1993); i pel seu paper de la vídua Isobel Crawley al drama d'ITV Downton Abbey (2010-2015). També va interpretar el paper recurrent de Harriet Jones a Doctor Who (2005–2008) i Anne a la comèdia obscura de Netflix de Ricky Gervais After Life.
Wilton ha tingut una àmplia carrera als escenaris, i ha rebut sis nominacions als premis Olivier. Va ser nominada per Man and Superman (1981), The Secret Rapture (1988), The Deep Blue Sea (1994), John Gabriel Borkman (2008) i The Chalk Garden (2009), abans de guanyar el premi Olivier 2015 a la millor actriu per Presa a mitjanit . Les seves aparicions al cinema inclouen Clockwise (1986), Cry Freedom (1987), Calendar Girls (2003), Shaun of the Dead (2004), Match Point (2005), Pride & Prejudice (2005), The Best Exotic Marigold Hotel (2012)., The Girl (2012) i The BFG (2016).

## Biografia
Wilton va néixer a Scarborough, North Riding de Yorkshire, la segona de les tres filles de Cliff Wilton, un home de negocis i advocat format a Cambridge que havia jugat a rugbi a nivell amateur i provincial, i va passar a ser administrador d'aquest esport i Alice Linda Travers, ballarina de claqué i antiga actriu.
És neboda dels actors Bill Travers i Linden Travers. Entre els seus cosins hi ha els actors Angela i Richard Morant. Els seus avis materns eren propietaris de teatres.
Va rebre formació al <i>Drama Centre London</i> de 1965 a 1968.

## Carrera
Wilton va començar la seva carrera a l'escenari el 1969 al Nottingham Playhouse. Els seus primers papers van incloure Cordelia a King Lear, tant a Nottingham com a The Old Vic.
Va fer el seu debut a Broadway el març de 1971 quan va interpretar Araminta a la producció original de Broadway de The Philanthropist, i va fer el seu debut al West End l'agost de 1971 al costat de Sir Ralph Richardson, a l'obra de John Osborne West of Suez al Cambridge Theatre. Anteriorment havia aparegut en ambdues obres al Royal Court Theatre. Va interpretar Ruth a la producció escènica londinenca original de 1974 de la trilogia Norman Conquests d'Alan Ayckbourn.
La seva carrera d'actriu televisiva va començar el 1972, interpretant Vivie Warren a l'adaptació de la BBC2 de Mrs. Warren's Profession al costat de Coral Browne en el paper principal i Robert Powell. La producció es va repetir com a part de la sèrie Play of the Month el 1974 a BBC1. El 1994, Wilton va retratar Browne en una adaptació radiofònica d'An Englishman Abroad per al BBC World Service i des de llavors va repetir en diversos formats de ràdio de la BBC.
Arran de l'emissió de la Sra. Warren's Profession, Wilton va tenir llavors diversos papers importants a la televisió, incloses dues de les produccions de Shakespeare de la BBC Television (com a Desdèmona a Othello i Regan a El Rei Lear).
La carrera cinematogràfica de Wilton inclou papers a The French Lieutenant's Woman (1981), Cry Freedom (1987), Iris (2001), Calendar Girls (2003) i Shaun of the Dead (2004), Pride and Prejudice (2005) de Jane Austen, Match Point de Woody Allen (2005) i The History Boys (2006). 
No va guanyar fama fins que va aparèixer amb Richard Briers a la comèdia de situació de la BBC de 1984, Ever Decreasing Circles, que va durar cinc anys. Va interpretar a Ann, l'esposa de Martin (Briers), una obsesiva i pedant "sempre faig el bé". El 2005, Wilton va interpretar com a convidada Harriet Jones durant dos episodis de la reactivació de la BBC de la popular sèrie de ciència-ficció Doctor Who. Aquest paper de convidada va ser escrit especialment per a ella pel guionista en cap i productor executiu del programa Russell T. Davies, amb qui havia treballat a Bob i Rose (ITV, 2001). A la primera part del final de la sèrie del 2008, "The Stolen Earth", va fer una última aparició, ara com l'antiga Primera Ministra que se sacrifica per l'extermini dels Daleks perquè els companys del Doctor puguin contactar amb ell. 

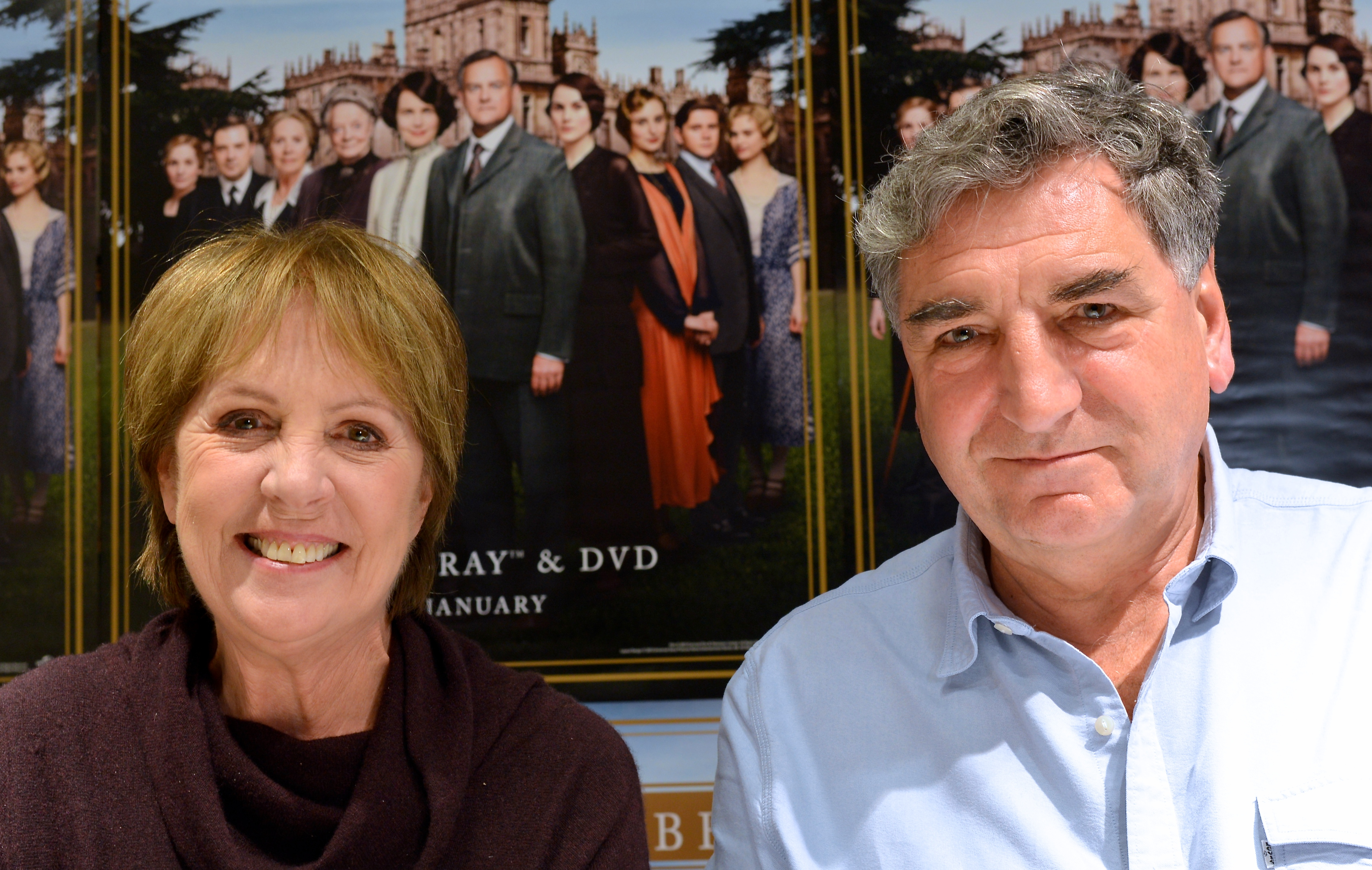
Wilton amb el coprotagonista a Downton Abbey Jim Carter, 2013

Wilton va aparèixer a la televisió com a Barbara Poole, la mare d'una dona desapareguda, a la sèrie dramàtica de televisió de la BBC Five Days el 2005; i al drama d'ITV Half Broken Things (octubre de 2007) i la producció de la BBC de The Passion (Pasqua de 2008). A partir del 2010, va aparèixer com Isobel Crawley a les sis temporades del reeixit drama d'època Downton Abbey. Va ser la nàufraga a Desert Island Discs de BBC Radio 4 l'abril de 2008. El desembre de 2012 i febrer de 2013, va ser la narradora de la dramatització de Lin Coghlan de The Cazalets d'Elizabeth Jane Howard, emesa per BBC Radio.

## Vida personal
Entre 1975 i 1984, Wilton es va casar amb l'actor Daniel Massey. Van tenir una filla, Alice, nascuda el 1977.
El 1991, Wilton es va casar amb l'actor Ian Holm. El 1992, van aparèixer junts com a Pod i Homily a l'adaptació de la BBC de The Borrowers. Un any més tard, van aparèixer junts en un següent The Return of the Borrowers. El 1998, Ian Holm va ser nomenat cavaller i Wilton es va convertir en Lady Holm. Es van divorciar l'any 2001.

## Guardons
Wilton va ser nomenada Oficial de l'Ordre de l'Imperi Britànic (OBE) en els premis d'Any Nou de 2004 i va ser elevada a Dame Commander de l'Ordre de l'Imperi Britànic (DBE) en els premis d'aniversari de 2016, pels seus serveis al teatre.

## Premis i reconeixements
El 2012, Wilton va rebre un doctorat honoris causa del campus de Scarborough de la Universitat de Hull.
| Any                    | Teatre                                                                                 | Nominada per                   | Resultat  |
| ---------------------- | -------------------------------------------------------------------------------------- | ------------------------------ | --------- |
| 1981                   | Olivier Award for Actress of the Year in a Revival                                     | Man and Superman               | Nominat   |
| 1981                   | Critics' Circle Award for Best Actress                                                 | Much Ado About Nothing         | Guanyador |
| 1988                   | Olivier Award for Actress of the Year in a New Play                                    | The Secret Rapture             | Nominat   |
| 1993                   | Critics' Circle Award for Best Actress                                                 | The Deep Blue Sea              | Guanyador |
| 1994                   | Olivier Award for Best Actress                                                         | The Deep Blue Sea              | Nominat   |
| 2001                   | Evening Standard Award for Best Actress                                                | The Little Foxes               | Nominat   |
| 2008                   | Olivier Award for Best Actress                                                         | John Gabriel Borkman           | Nominat   |
| 2008                   | Evening Standard Award for Best Actress                                                | The Chalk Garden               | Guanyador |
| 2009                   | Olivier Award for Best Actress                                                         | The Chalk Garden               | Nominat   |
| 2015                   | Olivier Award for Best Actress                                                         | Taken at Midnight              | Guanyador |
| Pel·lícula / Televisió |                                                                                        |                                |           |
| 2012                   | Critics' Choice Movie Award for Best Acting Ensemble                                   | The Best Exotic Marigold Hotel | Nominat   |
| 2012                   | Screen Actors Guild Award for Outstanding Performance by a Cast in a Motion Picture    | The Best Exotic Marigold Hotel | Nominat   |
| 2012                   | Screen Actors Guild Award for Outstanding Performance by an Ensemble in a Drama Series | Downton Abbey                  | Guanyador |
| 2013                   | Screen Actors Guild Award for Outstanding Performance by an Ensemble in a Drama Series | Downton Abbey                  | Nominat   |
| 2014                   | Screen Actors Guild Award for Outstanding Performance by an Ensemble in a Drama Series | Downton Abbey                  | Guanyador |
| 2015                   | Screen Actors Guild Award for Outstanding Performance by an Ensemble in a Drama Series | Downton Abbey                  | Guanyador |

## Filmografia

### Pel·lícules
| Any  | Títol                                             | Paper                        | Notes      |
| ---- | ------------------------------------------------- | ---------------------------- | ---------- |
| 1977 | Joseph Andrews                                    | Mrs. Wilson                  |            |
| 1981 | The French Lieutenant's Woman                     | Sonia                        |            |
| 1984 | Laughterhouse                                     | Alice Singleton              |            |
| 1986 | Clockwise                                         | Pat                          |            |
| 1987 | Cry Freedom                                       | Wendy Woods                  |            |
| 1992 | Blame It on the Bellboy                           | Patricia Fulford             |            |
| 1993 | The Secret Rapture                                | Marion French                |            |
| 1995 | Carrington                                        | Lady Ottoline Morrell        |            |
| 1999 | Gooseberries Don't Dance                          |                              | Short film |
| 1999 | Tom's Midnight Garden                             | Aunt Melbourne               |            |
| 2001 | Iris                                              | Janet Stone                  |            |
| 2003 | Calendar Girls                                    | Ruth                         |            |
| 2004 | Shaun of the Dead                                 | Barbara                      |            |
| 2005 | Match Point                                       | Eleanor Hewett               |            |
| 2005 | Pride and Prejudice                               | Mrs. Gardiner                |            |
| 2006 | The History Boys                                  | Mrs. Bibby                   |            |
| 2012 | The Best Exotic Marigold Hotel                    | Jean                         |            |
| 2013 | Belle                                             | Lady Mary Murray             |            |
| 2015 | The Second Best Exotic Marigold Hotel             | Jean                         |            |
| 2016 | The BFG                                           | The Queen                    |            |
| 2017 | Zoo                                               | Denise Austin                |            |
| 2018 | The Guernsey Literary and Potato Peel Pie Society | Amelia Maugery               |            |
| 2019 | Downton Abbey                                     | Isobel Grey, Baroness Merton |            |
| 2019 | Eternal Beauty                                    | Vivian                       |            |
| 2020 | Summerland                                        | Older Alice                  |            |
| 2021 | Operation Mincemeat                               | Hester Leggett               |            |
| 2022 | Downton Abbey: A New Era                          | Isobel Grey, Baroness Merton |            |
| 2023 | The Unlikely Pilgrimage of Harold Fry             | Maureen                      |            |

### Televisió
| Any        | Títol                                             | Rol                                                               | Notes                                                         |
| ---------- | ------------------------------------------------- | ----------------------------------------------------------------- | ------------------------------------------------------------- |
| 1972       | Thirty-Minute Theatre                             |                                                                   | Sèrie de TV (1 episodi: "An Affair of Honour")                |
| 1972       | Country Matters                                   | Rachel Sullens                                                    | Sèrie de TV (1 episodi: "The Sullens Sisters")                |
| 1972       | Play of the Month: Mrs. Warren's Profession (BBC) | Vivie Warren                                                      | Drama de TV (G. B. Shaw)                                      |
| 1973       | The Pearcross Girls                               | Anna Pearcross/Helen Charlesworth Julia Pearcross/Lottie Merchant | Sèrie de TV (4 episodis)                                      |
| 1973       | The Song of Songs                                 | Lilli Czepanek                                                    | Drama de TV                                                   |
| 1975       | Play of the Month: King Lear                      | Regan                                                             | Shakespeare, d. Jonathan Miller                               |
| 1976       | The Widowing of Mrs Holroyd                       |                                                                   | Drama de TV                                                   |
| 1977       | The Norman Conquests: Living Together             | Annie                                                             | Drama de TV                                                   |
| 1977       | The Norman Conquests: Round and Round the Garden  | Annie                                                             | Drama de TV                                                   |
| 1977       | The Norman Conquests: Table Manners               | Annie                                                             | Drama de TV                                                   |
| 1980       | Play for Today                                    | Helen/Virginia Carlion                                            | Sèrie de TV (2 episodis: 1980–1981)                           |
| 1981       | Othello                                           | Desdemona                                                         | Shakespeare (d. Jonathan Miller)                              |
| 1982       | The Tale of Beatrix Potter                        | Beatrix Potter                                                    | Drama de TV                                                   |
| 1982       | King Lear                                         | Regan                                                             | Shakespeare (d. Jonathan Miller)                              |
| 1984       | Ever Decreasing Circles                           | Ann Bryce                                                         | Sèrie de TV (27 episodis: 1984–1989)                          |
| 1986       | C.A.T.S. Eyes                                     | Angela Lane                                                       | Sèrie de TV (1 episodi: "Good as New")                        |
| 1986       | The Monocled Mutineer                             | Lady Angela Forbes                                                | Sèrie de TV (2 episodis)                                      |
| 1990       | 4 Play                                            | Julia                                                             | Sèrie de TV (1 episodi: "Madly in Love")                      |
| 1992       | Screaming                                         | Beatrice                                                          | Sèrie de TV                                                   |
| 1992       | The Borrowers                                     | Homily                                                            | Sèrie de TV                                                   |
| 1993       | The Return of the Borrowers                       | Homily                                                            | Sèrie de TV                                                   |
| 1994       | Performance: The Deep Blue Sea                    | Hester Collyer                                                    | Sèrie de TV (2 episodis: 1994–1995)                           |
| 1998       | This Could Be the Last Time                       | Marjorie                                                          | Television film                                               |
| 1998       | Talking Heads 2                                   | Rosemary                                                          | Minisèrie de TV (1 episodi: "Nights in the Gardens of Spain") |
| 1998       | Alice Through the Looking Glass                   | White Queen                                                       | Pel·lícula de TV                                              |
| 1999       | Kavanagh QC                                       | Barbara Watkins                                                   | Sèrie de TV (1 episodi: "Time of Need")                       |
| 1999       | Wives and Daughters                               | Mrs. Hamley                                                       | Minisèrie de TV (2 episodis)                                  |
| 2000       | Rockaby                                           |                                                                   | Curt de TV                                                    |
| 2001       | The Whistle-Blower                                | Heather Graham                                                    | Pel·lícula de TV                                              |
| 2001       | Victoria & Albert                                 | Princess Victoria, Duchess of Kent                                | Pel·lícula de TV                                              |
| 2001       | Bob & Rose                                        | Monica Gossage                                                    | Sèrie de TV (3 episodis)                                      |
| 2003       | Lucky Jim                                         | Celia Welch                                                       | Pel·lícula de TV                                              |
| 2005       | Falling                                           | Daisy Langrish                                                    | Pel·lícula de TV                                              |
| 2005, 2008 | Doctor Who                                        | Harriet Jones                                                     | Sèrie de TV (4 episodis: Series 1, 4)                         |
| 2006       | Celebration                                       | Julie                                                             | Pel·lícula de TV                                              |
| 2007       | Five Days                                         | Barbara Poole                                                     | Sèrie de TV (4 episodis) Nominated: RTS Award – Best Actor    |
| 2007       | Half-Broken Things                                | Jean                                                              | Pel·lícula de TV                                              |
| 2008       | The Passion                                       | Mary                                                              | TV miniseries                                                 |
| 2010       | Marple: They Do It with Mirrors                   | Carrie Louise Serrocold                                           | Pel·lícula de TV                                              |
| 2009       | Margot                                            | B.Q.                                                              | Pel·lícula de TV                                              |
| 2010       | My Family                                         | Rosemary Matthews                                                 | Sèrie de TV (1 episodi: "Wheelie Ben")                        |
| 2010–2015  | Downton Abbey                                     | Isobel Crawley (Baroness Merton)                                  | Sèrie de TV                                                   |
| 2011       | South Riding                                      | Mrs. Beddows                                                      | Sèrie de TV (3 episodis)                                      |
| 2012       | The Girl                                          | Peggy Robertson                                                   | Pel·lícula de TV                                              |
| 2016       | Brief Encounters                                  | Pauline Spake                                                     | Sèrie de TV (6 episodis)                                      |
| 2019–2022  | After Life                                        | Anne                                                              | Sèrie de TV (3 series)                                        |